# Steffi Graf
Stefanie Maria „Steffi“ Graf  (* 14. Juni 1969 in Mannheim) ist eine ehemalige deutsche Tennisspielerin. Sie ist mit 22 gewonnenen Grand-Slam-Turnieren und dem Rekord von 377 Wochen an der Spitze der Weltrangliste eine der erfolgreichsten Spielerinnen der Geschichte. 1988 siegte sie bei allen vier Grand-Slam-Turnieren sowie den Olympischen Spielen und gewann so als bisher einzige Person den Golden Slam.

## Leben

### Die 1970er-Jahre: Die Anfänge
Steffi Graf wurde 1969 in Mannheim-Neckarau geboren. Sie war drei Jahre alt, als sie in ihrer Heimatgemeinde Brühl 1973 zum ersten Mal einen Tennisschläger in die Hand nahm. Inspiriert wurden diese ersten Versuche durch Vater Peter Graf (1938–2013). Dieser arbeitete als Versicherungskaufmann und Gebrauchtwagenhändler, entdeckte mit 27 Jahren den Tennissport für sich und brachte es innerhalb weniger Jahre zum Spieler in der deutschen Regionalliga und zum diplomierten Tennistrainer.
Graf wurde früh auf die motorische Begabung seiner Tochter aufmerksam und förderte diese durch fortschreitend schwierigere Aufgaben. Schon zwei Jahre später gewann Steffi Graf das traditionelle „Jüngsten-Turnier“ in München. 1977 gelangen der erst Siebenjährigen weitere Turniersiege. Überzeugt vom Ausnahmetalent der Tochter gab Graf zwei Jahre später seine bisherigen Berufe auf und widmete sich fortan ausschließlich dem sportlichen Erfolg seiner Tochter. Zudem engagierte er die polnische Tennisspielerin Daniela Nosek, ehemalige Nummer 92 der Damen-Weltrangliste, als Partnerin für seine Tochter.

### 1980–1986: Aufstieg eines „Wunderkindes“
1981 startete Steffi Graf erstmals bei den deutschen Hallenmeisterschaften der Erwachsenen und sorgte für Aufsehen: Die damalige Weltranglisten-Achtzigste Eva Pfaff konnte erst nach drei umkämpften Sätzen gegen Graf gewinnen. Das Spiel der Elfjährigen zeichnete sich dabei vor allem durch Schnelligkeit und eine hart geschlagene Vorhand aus, mit der es ihr immer wieder gelang, das Spielgeschehen zu bestimmen. Graf wurde in der deutschen Fachpresse als „Wunderkind“ bezeichnet. Der damalige Bundestrainer Klaus Hofsäss sagte, Graf sei das größte Talent, das es in Deutschland je gegeben habe. In ihrer Altersklasse sei sie weltweit ohne Konkurrenz.
1982 gewann Graf als Dreizehnjährige die Deutsche Jugendmeisterschaft der Achtzehnjährigen. Am 18. Oktober 1982 wurde sie im Alter von dreizehn Jahren und vier Monaten bei der WTA als Profispielerin gemeldet. Angesichts des ungewöhnlich frühen Zeitpunkts des Übertritts zu den Profis ernteten Vater und Tochter neben Zustimmung auch Kritik. Nicht wenige Fachleute und Trainer fürchteten das rasche mentale und körperliche Ausbrennen des so bezeichneten „Jahrhunderttalents“. Diesen Einwänden begegnete sie mit den Worten: „Ich will es aber so.“
Eine Woche später tauchte sie als Nummer 214 erstmals in der Weltrangliste auf. Sie war damit zunächst die jüngste Spielerin, die je im Ranking erschienen war. Graf debütierte beim Hallenturnier in Filderstadt, wo sie in der ersten Runde auf die zwanzigjährige ehemalige Weltranglisten-Erste Tracy Austin traf, der sie mit 4:6 und 0:6 deutlich unterlag. Austin, selbst ehemaliges „Wunderkind“ und jüngste Siegerin der US Open, war wenig beeindruckt und äußerte angesichts des nun auch international immer stärker werdenden Interesses an Graf, es gebe in Amerika Hunderte von Mädchen mit denselben Fähigkeiten.

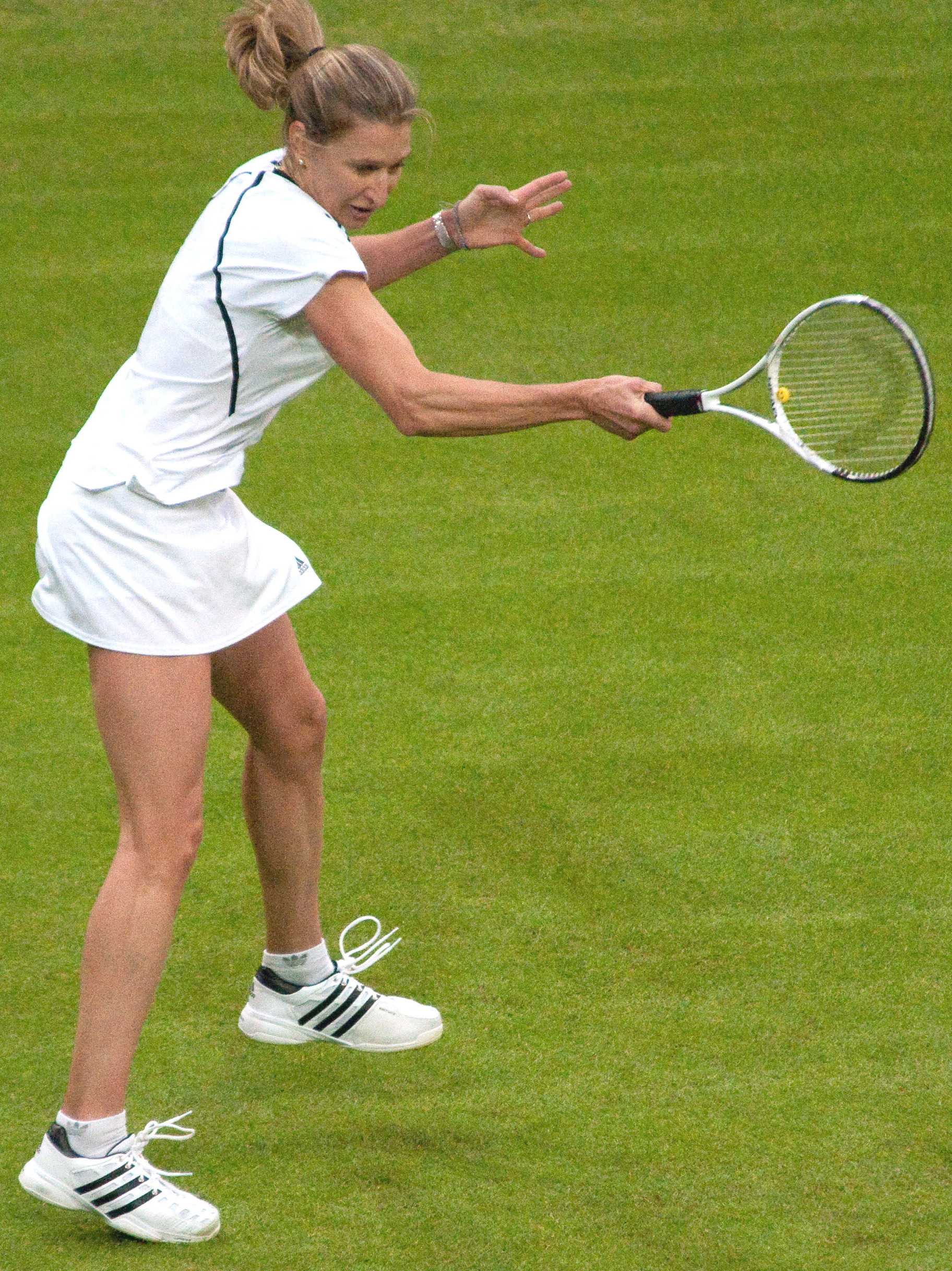
Steffi Graf, die für ihre starke Vorhand bekannt war, bei einem Schaukampf in Wimbledon (2009)

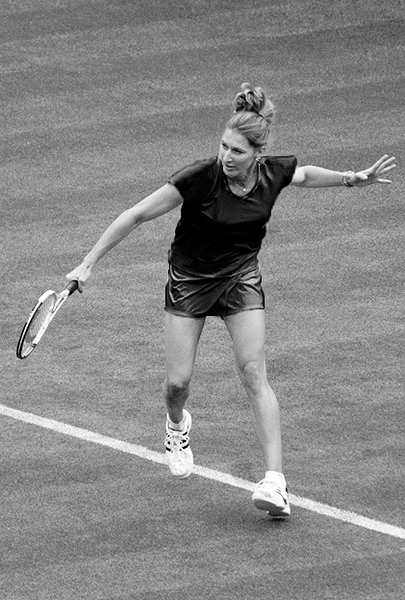
Steffi Graf, Rückhand in Wimbledon 2009

1983 spielte Graf erstmals bei den French Open in Paris und erreichte dort die zweite Runde. Trotz der frühen Niederlage richtete sich der Fokus der Fachwelt in immer stärkerem Maße auf die junge Deutsche. Im September stand sie im Halbfinale der Juniorinnen bei den US Open. Grafs ungewöhnlich hart geschlagene Vorhand gab zum ersten Mal Anlass zu mannigfaltigen technischen Analysen. Experten äußerten die Meinung, dass Graf die beste Dreizehnjährige sei, die der Tennissport bisher gesehen habe. Am Jahresende stand sie auf Platz 98 der Weltrangliste. Mit einer Sondergenehmigung des Landes Baden-Württemberg beschlossen Vater und Tochter gemeinsam Steffi Grafs Abgang von der Realschule.
1984 erreichte Graf bei den Australian Open das Achtelfinale. Als bis dahin größter Erfolg in ihrer Karriere wurde eingeschätzt, dass sie bei den Internationalen Tennis-Meisterschaften in Berlin im Mai 1984 im Alter von 14 Jahren die Nummer eins der Setzliste, Bonnie Gadusek, mit 6:0, 6:4 bezwang. Beim Turnier von Wimbledon musste 1984 die erfahrene Britin Jo Durie all ihre Kräfte aufbieten, um die fünfzehnjährige Gegnerin 9:7 im dritten Satz niederzuhalten.
Augenzeugin Kathleen McKane Godfree, eine zweimalige Wimbledon-Siegerin der 1920er-Jahre, äußerte angesichts des Spiels die Überzeugung, dass Graf in zwei Jahren nur noch schwer zu schlagen sein werde. Einige Wochen später siegte die fünfzehnjährige Graf bei dem als Schauveranstaltung geführten olympischen Turnier in Los Angeles als jüngste Teilnehmerin des Feldes. Im Herbst des Jahres besiegte sie beim Turnier in Filderstadt im Viertelfinale mit Claudia Kohde-Kilsch erstmals eine Top-Ten-Spielerin und erreichte damit zum ersten Mal das Finale eines WTA-Turniers. Am Jahresende belegte Graf Platz 22 der Weltrangliste.
1985 erreichte sie in Paris und Wimbledon jeweils das Achtelfinale. Am Jahresende stand sie auf Platz 6 der Weltrangliste, ohne ein Turnier gewonnen zu haben. Das Jahr begann mit einem von ihrem Vater verordneten Verzicht auf die Australian Open, der der körperlichen Regeneration und der Verbesserung der spielerischen Fähigkeiten zugutekommen sollte. Beim Sandplatzturnier in Miami traf Graf im Halbfinale erstmals auf die beste Grundlinienspielerin ihrer Zeit, die Weltranglisten-Zweite Chris Evert; sie unterlag ihr. Die beiden standen sich im Jahresverlauf auch in Hilton Head, Berlin und Paris gegenüber – jeweils noch mit dem besseren Ende für Evert. Auch in Wimbledon erreichte Graf das Achtelfinale. Dort scheiterte sie knapp in drei Sätzen an der Weltranglisten-Vierten und Rasenspezialistin Pam Shriver, deutete aber bereits ihr Potenzial auf den schnellsten Plätzen an.
Bei den US Open in Flushing Meadows gelang der Deutschen dann erstmals der Einzug ins Halbfinale eines Grand-Slam-Turniers. Hier kam es zu einer Premiere: Das sechzehnjährige „Wunderkind“ traf auf Martina Navrátilová (damals 29 Jahre alt), die zusammen mit Chris Evert das Welttennis der Frauen seit Anfang der 1980er Jahre dominierte. Navrátilová gewann mit 6:2 und 6:3. Sie betonte auf Nachfragen, Graf habe alles, um ganz nach oben zu kommen, wenn sie verletzungsfrei bliebe. 1985 gewann Graf bereits über eine halbe Million DM an Preisgeld.
Navrátilovás Vorhersage traf schnell ein: Graf siegte 1986 bei insgesamt acht Turnieren. Sie stand am Jahresende auf Platz drei der Rangliste und hatte nur noch die beiden Amerikanerinnen vor sich. Bei den Hartplatzturnieren im Frühjahr kam es wiederum zum Zusammentreffen mit Evert, die beide Endspiele klar in zwei Sätzen gewann. Wenig später aber gewann Graf das Sandplatzturnier in Hilton Head Island. Sie schlug dabei die Weltranglisten-Zweite mit 6:4 und 7:5 und holte ihren ersten Turniersieg bei den Profi-Spielerinnen. Beim Heimturnier der Deutschen, bei den German Open in Berlin, kam es zu einem weiteren denkwürdigen Zusammentreffen: Im Finale spielten Graf und die Weltranglisten-Erste Navrátilová zum dritten Mal gegeneinander – und die Sechzehnjährige besiegte die amerikanische Tennislegende überraschend mit 6:2 und 6:3.
Diese zeigte sich angesichts der ersten Niederlage gegen den Teenager, in dem die internationale Expertenschar bereits die Thronfolgerin der Amerikanerin erblickte, sichtlich emotional berührt. Später erreichte Graf auch das Halbfinale der US Open. Wieder war Titelverteidigerin Navrátilová ihre Gegnerin. Der schnellere Hartplatz kam dem Serve- und Volley-Spiel Navrátilovás eher entgegen und sie gewann knapp mit 6:1, 6:7 (3:6) und 7:6 (10:8). In der anschließenden Hallensaison erreichte Graf bei den abschließenden Virginia-Slim-Championships der besten Tennisspielerinnen des Jahres das Endspiel – erneut gegen Navrátilová. Auch hier unterlag Graf in zwei Sätzen. Am Jahresende stand sie weiter auf Rang drei der Weltrangliste.

### 1987: Das Jahr des Durchbruchs: Sieg in Paris und Weltranglistenerste
Das Jahr 1987 brachte den endgültigen Durchbruch und stand im Zeichen des Duells mit Navrátilová. Graf verlor nur zwei von 75 Matches, gewann elf Turniere, siegte erstmals bei einem Grand-Slam-Turnier und übernahm die Führung der Weltrangliste.
Wie im Vorjahr verzichtete Graf auf das erste Grand-Slam-Turnier des Jahres und arbeitete an der Verbesserung ihres Spiels. Ihre Vorhand hatte noch an Härte gewonnen. Sie wurde zum besten Schlag im Damen-Tennis, mit der es der Deutschen nahezu nach Belieben gelang, den Platz zu öffnen und die Ballwechsel zu dominieren. Es war zu dieser Zeit, als die Presse diesem Umstand Ausdruck verlieh und Graf mit Vorliebe auch als „Fräulein Vorhand“ und „Gräfin Gnadenlos“ bezeichnete. Mit sieben Turniersiegen und 45 siegreichen Matches in Folge gelang der jungen Deutschen eine der längsten Siegesserien im Damen-Tennis und der bisher beste Saisonstart.
Grafs Durchmarsch begann im Frühjahr auf den amerikanischen Hartplätzen in Boca Raton. Beim darauffolgenden Turnier von Key Biscayne konnte sie erstmals im selben Turnier sowohl die Weltranglisten-Erste, Martina Navrátilová, als auch die Nummer zwei, Chris Evert, schlagen – beide Male klar in zwei Sätzen. Evert blieben im Finale beim 1:6 und 2:6 drei Spiele. Grafs Überlegenheit setzte sich auch nach dem Wechsel auf die Sandplätze makellos fort. Nach dem Sieg in Amelia Island gewann sie auch in Rom und Berlin.
Bei den French Open in Paris kam es im Endspiel zur Begegnung zwischen der seit 44 Spielen unbesiegten Graf und der zweimaligen Roland-Garros-Siegerin Navrátilová. Der erste Satz ging mit 6:4 an die Deutsche, bevor Navrátilová den zweiten Durchgang ebenfalls mit 6:4 gewinnen konnte. Der dritte Satz gestaltete sich umkämpft und eng: Beim Stand von 5:4 sah die Amerikanerin bei eigenem Aufschlag schon wie die sichere Siegerin aus. Letztlich gewann aber Graf mit 8:6 – sie war der bis dahin jüngste French-Open-Gewinner.
Wenige Wochen später kam es im Finale von Wimbledon erneut zum Kräftemessen zwischen Graf und Navrátilová. Es war zugleich ein Duell um die Führung in der Tennisweltrangliste. Die Amerikanerin gewann auf den schnellen Rasenplätzen mit 7:5 und 6:3. Der Spielverlauf machte zweierlei deutlich: Kam es zu Grundlinienduellen, war die Amerikanerin gegen die hart geschlagene Vorhand der Deutschen ebenso hilflos wie andere Spielerinnen der WTA Tour. Gelang es ihr mit den Aufschlägen und Angriffen, Graf auf ihrer Rückhandseite zu halten, auf der die Deutsche nahezu nur mit unterschnittenen Bällen zu antworten verstand, hatte sie meist das bessere Ende für sich. Pressestimmen formulierten, dass sich Graf hier bis zum nächsten Jahr verbessern müsse, um für die bisher beste Rasenspielerin auch dort eine Bedrohung zu sein.
Trotz der Niederlage beim bedeutendsten Tennisturnier rückte Graf der seit Jahren im Ranking unangetastet führenden Navrátilová immer näher. Die Finalniederlage an der Church Road war Grafs erste Niederlage der Saison. Ihr Punkteschnitt stieg stetig, während Navrátilovás Vorsprung schmolz. Am 17. August 1987 vollzog sich der erwartete Machtwechsel im Damen-Tennis. Steffi Graf wurde mit einem Sieg über Chris Evert im Finale von Manhattan Beach die neue Nummer eins der Tennisweltrangliste. Sie löste Martina Navrátilová ab, die mit wenigen Unterbrechungen seit 1978 die Top-Position innehatte.
Beim letzten Grand-Slam-Turnier des Jahres, den US Open, kam es im Finale erneut zum Duell der beiden. Es zeigte sich, dass die Amerikanerin auf den schnelleren Böden noch Vorteile hatte. Sie gewann erneut gegen Graf, dieses Mal mit 7:6 und 6:1. Navrátilová hatte zwei Siege und Graf einen Sieg bei den vier wichtigsten Turnieren errungen. Die Deutsche beendete das Jahr mit insgesamt 75 Siegen und nur zwei Niederlagen als Nummer 1. Sie verteidigte ihre Weltranglistenführung bis zum 10. März 1991 und blieb für die Rekordzahl von 186 Wochen in Folge Weltranglisten-Erste.

### 1988–1990: Golden Slam und Dominanz
| Jahr                                                 | Tennisspieler(in)                             | Wettbewerb     |
| ---------------------------------------------------- | --------------------------------------------- | -------------- |
| 1938                                                 | Don Budge                                     | Herreneinzel   |
| 1951                                                 | Ken McGregor Frank Sedgman                    | Herrendoppel   |
| 1953                                                 | Maureen Connolly                              | Dameneinzel    |
| 1960                                                 | Maria Bueno mit verschiedenen Partnerinnen    | Damendoppel    |
| 1962                                                 | Rod Laver                                     | Herreneinzel   |
| 1963                                                 | Margaret Smith Ken Fletcher                   | Mixed          |
| 1965                                                 | Margaret Smith mit verschiedenen Partnern     | Mixed          |
| 1967                                                 | Owen Davidson mit verschiedenen Partnerinnen  | Mixed          |
| 1969                                                 | Rod Laver                                     | Herreneinzel   |
| 1970                                                 | Margaret Court                                | Dameneinzel    |
| 1983                                                 | Stefan Edberg                                 | Junioreneinzel |
| 1984                                                 | Martina Navratilova Pam Shriver               | Damendoppel    |
| 1988                                                 | Steffi Graf                                   | Dameneinzel    |
| 1998                                                 | Martina Hingis mit verschiedenen Partnerinnen | Damendoppel    |
|  mit verschiedenen Partnern  Golden Slam fett Einzel |                                               |                |

Das Jahr 1987 hatte Steffi Graf mit 14 Turniersiegen und nur zwei Niederlagen an die Spitze der Weltrangliste gebracht. Aber es war die Saison 1988, die zur besten der Deutschen wurde, die mit dem Gewinn des Golden Slam Tennisgeschichte schrieb und das vielleicht beste Jahr einer Profispielerin verbuchte. Graf siegte in Melbourne, Paris, Wimbledon und am 10. September bei den US Open. Damit war sie die erste Spielerin seit Margaret Smith Court im Jahr 1970 und die erst dritte Spielerin, die einen regulären Grand Slam vollenden konnte. Sie gewann zudem die Goldmedaille im Einzel sowie die Bronzemedaille im Doppel mit Claudia Kohde-Kilsch bei den Olympischen Spielen in Seoul und schaffte somit als erste Spielerin der Geschichte den so genannten Golden Slam, den Gewinn aller vier Grand-Slam-Turniere plus der olympischen Goldmedaille innerhalb eines Kalenderjahres. In Wimbledon beendete sie die Vorherrschaft von Navrátilová. Ihre Jahresbilanz umfasste 72 Siege bei nur drei Niederlagen. Zweimal unterlag die Deutsche der nahezu gleichaltrigen Gabriela Sabatini. Die Argentinierin, mit der sich Graf auch bei den French Open, den US Open und den Olympischen Spielen umkämpfte Duelle lieferte, erschien vielen Experten als die künftige Herausforderin der Deutschen. Graf wurde zur Weltsportlerin des Jahres gewählt und zur Ehrenbürgerin der Gemeinde Brühl ernannt. In Wimbledon gewann Steffi Graf zusammen mit Gabriela Sabatini auch die Doppelkonkurrenz.
1989 gewann Graf erneut die Grand-Slam-Turniere in Wimbledon, Melbourne und New York. Lediglich in Paris musste sie sich im Finale knapp mit 6:7, 6:3 und 5:7 der Spanierin Arantxa Sánchez Vicario geschlagen geben, die damit einen Doppel-Grand-Slam verhinderte. Eine zweite knappe Niederlage erlitt die Deutsche im Finale von Amelia Island, wo sie mit 6:3, 3:6 und 5:7 gegen Gabriela Sabatini den Kürzeren zog. Grafs Jahresbilanz, die zweitbeste aller Zeiten, lautete 86 Siege und 2 Niederlagen. Die Deutsche gewann 14 Turniere und erreichte bei allen 16 Turnieren das Finale. Von der Women’s Sport Foundation wurde Graf zur Sportlerin des Jahres ernannt. Außerdem wurde sie mit der Sportler-des-Jahres-Auszeichnung von Associated Press geehrt. Bis 1989 hatte Graf schon über 10 Mio. DM an Preisgeld gewonnen.

### 1990–1992: Pressewirbel und eine neue Rivalin
Grafs ungebrochene Dominanz hielt bis in den April 1990 an. Zwischen 1988 und den Australian Open im Januar siegte sie bei acht der neun ausgespielten Grand-Slam-Turniere. Nach ihrem dritten Sieg in Melbourne gewann Graf in Tokio, Amelia Island und Hamburg. Seit dem Finale der French Open im Juni des vorangegangenen Jahres hatte sie kein Spiel mehr verloren. Grafs bis dahin längste Siegesserie und ihre Überlegenheit führte dazu, dass die erwarteten Siege nur noch an der Zahl der abgegebenen Spiele oder der Gesamtdauer von Matches gemessen wurden. Experten spekulierten über die wenigen noch zu leistenden Siege, die verblieben, um Navrátilovás Rekord von 74 Matchgewinnen in Folge auszulöschen.
Im Frühjahr 1990 geriet Vater Peter Graf ins Visier der deutschen Boulevardpresse. Die Bild-Zeitung behauptete eine Affäre mit einem Nacktmodell, mit dem er ein gemeinsames Kind gezeugt habe. Auf dem Höhepunkt dieser Enthüllungen musste sich seine Tochter bei den German Open in Berlin erstmals der jungen, aufstrebenden Jugoslawin Monica Seles geschlagen geben. Es war Grafs erste Niederlage nach 66 Siegen in Folge, der zweitlängsten Siegesserie aller Zeiten. Bereits im Vorjahr hatte Seles als Fünfzehnjährige beim Halbfinale der French Open Graf an den Rand einer Niederlage gebracht. Sie wurde mehr und mehr zur ernsthaften Herausforderin für Graf, die in dieser Zeit auch gegen andere Konkurrentinnen ungewöhnlich viele Niederlagen einstecken musste: In den Jahren 1990 (in Melbourne gegen Mary Joe Fernández), 1991 (in Wimbledon gegen Gabriela Sabatini) und 1992 (erneut in Wimbledon gegen Monica Seles) gewann Graf jeweils lediglich ein Grand-Slam-Turnier pro Jahr. Die anderen Grand-Slam-Titel gingen 1991 und 1992 an Monica Seles. Am 10. März 1991 musste Graf die Führung in der Weltrangliste erstmals an Seles abgeben. Vorausgegangen war eine Niederlage gegen ihre ehemalige Doppelpartnerin Gabriela Sabatini beim WTA-Turnier in Boca Raton (USA). Auch das Finale des olympischen Tennisturniers in Barcelona 1992 brachte eine Überraschung: Graf, die haushohe Favoritin, verlor gegen die erst 16-jährige US-Amerikanerin Jennifer Capriati. Allerdings gewann Graf drei von fünf Partien gegen Seles in der Zeit, als diese Weltranglistenerste war.

### 1993–1996: Die zweite Phase der Dominanz
1993 siegte Graf bei den Grand-Slam-Turnieren in Paris, Wimbledon und New York und kehrte damit auf Platz eins der Weltrangliste zurück. Allerdings wurde dieser Erfolg durch ein Attentat überschattet: Bei dem WTA-Turnier im April 1993 in Hamburg stach der psychisch auffällige deutsche Graf-Fan Günter Parche der bis dahin in der Weltrangliste führenden Monica Seles mit einem Messer in den Rücken. Seles, der das Attentat vor allem psychisch schwer zu schaffen machte, kehrte erst zwei Jahre später auf die Damen-Tour zurück.
Zum Jahresbeginn 1994 errang Graf mit ihrem Erfolg in Melbourne den vierten Grand-Slam-Titel in Folge und damit einen zweiten, „unechten“ (da nicht innerhalb eines Kalenderjahres absolvierten) Grand Slam.
In den Jahren 1995 und 1996 gewann sie jeweils in Paris, Wimbledon und New York. Beide US-Open-Titel errang Graf gegen die nach zweijähriger Pause zurückgekehrte Monica Seles. Das Finale des Jahres 1995 wurde zu einem umkämpften Spiel: Graf siegte mit 7:6, 0:6, 6:3. Erste Anzeichen des körperlichen Verschleißes machten sich bemerkbar: Graf musste in beiden Jahren verletzt auf eine Teilnahme an den Australian Open in Melbourne verzichten.

### 1996–1998: Verletzungsprobleme und Steuerskandal
Schon 1995 hatten Ermittlungen der Staatsanwaltschaft Mannheim gegen Steffi Graf und ihren Vater Peter begonnen. Beiden wurde Steuerhinterziehung vorgeworfen, da immer wieder Antrittsgelder und Preisgelder auf Konten ausländischer Firmen verschwanden und die tatsächlichen Erlöse nicht mit den beim Finanzamt deklarierten übereinstimmten. Peter Graf wurde wegen Verdunklungs- und Fluchtgefahr im August 1995 in Untersuchungshaft genommen, Anfang 1997 wurde er zu einer Freiheitsstrafe von drei Jahren und neun Monaten verurteilt. Das Ermittlungsverfahren gegen Steffi Graf wurde von der Staatsanwaltschaft schließlich gegen eine Geldauflage (§ 153a Abs. 1 StPO) eingestellt, da sie glaubhaft versichern konnte, ganz auf den Sport konzentriert von ihren Finanzen keine Ahnung gehabt zu haben – und sie zudem „aktiv an der Schadenswiedergutmachung mitarbeitete“. Medien berichteten, dass bei den immensen Steuernachzahlungen fast das gesamte Vermögen der Familie Graf habe eingesetzt werden müssen, um eine weitere Strafverfolgung zu vermeiden. Bis 1996 hatte Steffi Graf gut 32 Mio. DM an Preisgeld gewonnen, etwa 54 Mio. DM durch Sponsorenverträge sowie über 9 Mio. DM durch Schaukämpfe verdient.
Im Jahr 1997 spielte Graf bei fünf Turnieren insgesamt nur 19 Partien (16 Siege, drei Niederlagen – alle gegen die Südafrikanerin Amanda Coetzer). Sie verlor die Führung in der Weltrangliste an Martina Hingis. Im Juni desselben Jahres verletzte sie sich zudem am Knie, musste sich einer Operation unterziehen und konnte über sieben Monate lang nicht auf der WTA Tour spielen. Am 8. Juni 1998 wurde sie erstmals seit 1983 nicht mehr in der Weltrangliste geführt.

### 1999: Comeback und Rücktritt

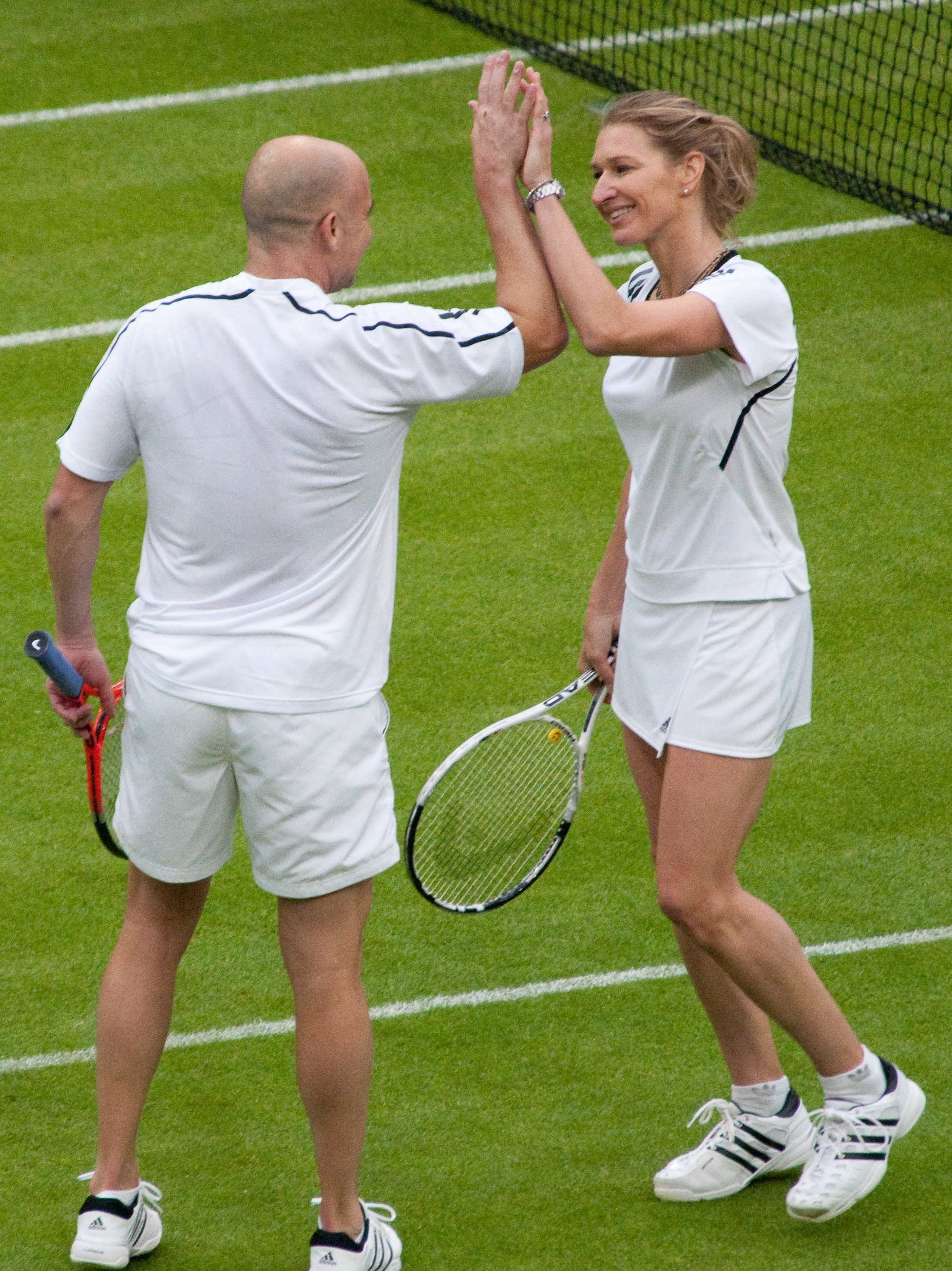
Graf mit Ehemann Andre Agassi in Wimbledon (2009)

| Rang                    | Tennisspielerin     | Wochen |
| ----------------------- | ------------------- | ------ |
| 1.                      | Steffi Graf         | 377    |
| 2.                      | Martina Navratilova | 332    |
| 3.                      | Serena Williams     | 319    |
| 4.                      | Chris Evert         | 260    |
| 5.                      | Martina Hingis      | 209    |
| 6.                      | / Monica Seles      | 178    |
| 7.                      | Iga Świątek         | 125    |
| 8.                      | Ashleigh Barty      | 121    |
| 9.                      | Justine Henin       | 117    |
| Stand: 14. Oktober 2024 |                     |        |

1999 gewann die mittlerweile 29-jährige Graf noch einmal ein Grand-Slam-Turnier. Im Finale der French Open besiegte sie die 18-jährige Weltranglistenerste Martina Hingis. Das Aufeinandertreffen der lange verletzten Deutschen mit ihrer Schweizer Nachfolgerin war von Hingis’ negativen Äußerungen über Grafs Spielvermögen begleitet. Am Vortag des Finalspiels kündigte Hingis an, ihr Sieg am morgigen Tag werde zeigen, dass der Generationenwechsel endgültig vollzogen sei.
Tatsächlich sah die Schweizerin gegen Ende des zweiten Satzes schon wie die sichere Siegerin aus. Sie war nur drei Punkte vom Sieg entfernt, ehe Graf das Spiel drehte und den dritten Durchgang klar mit 6:2 gewann. Graf bezeichnete diesen Sieg später als „den schönsten ihrer Karriere“. Sie erklärte, dass sie nie mehr in Roland Garros spielen werde, weil es keinen schöneren Abschied geben könne.
Angesichts dieser Äußerung machten Spekulationen um Grafs bevorstehenden Rücktritt die Runde. Beim Turnier von Wimbledon erreichte Graf zusammen mit dem Tennis-Idol ihrer Jugend, John McEnroe, erstmals das Halbfinale im Mixed, auf das sie nach neuerlichen Knieproblemen und im Hinblick auf das Einzel-Finale dann verzichtete. Zuvor hatte sie im Viertelfinale Venus Williams in drei Sätzen bezwungen. Im Endspiel des Damen-Wettbewerbs unterlag Graf dann der US-Amerikanerin Lindsay Davenport.
Ihr Finaleinzug brachte sie zurück auf den dritten Platz der Weltrangliste. Nach einer weiteren Niederlage (verletzungsbedingte Aufgabe am 3. August 1999 beim WTA-Turnier in San Diego gegen Amy Frazier) erklärte Graf am 13. August 1999 auf einer Pressekonferenz ihren sofortigen Rücktritt vom Profitennis.

## Privates
Steffi Graf hat einen zwei Jahre jüngeren Bruder. Ihre Eltern, Heidi und Peter Graf, ließen sich 1998 scheiden. Im Jahre 1999 trennte sie sich von ihrem langjährigen Lebensgefährten, dem Rennfahrer Michael Bartels.
Am 22. Oktober 2001 heiratete sie den US-amerikanischen Tennisspieler Andre Agassi. Sie leben in Las Vegas-Queensridge. Das Paar hat einen Sohn, Jaden Agassi  (* 26. Oktober 2001), der in der deutschen Baseballnationalmannschaft spielt, und eine Tochter (* 3. Oktober 2003). Seit 2022 hat Graf auch die US-amerikanische Staatsbürgerschaft.

## Sonstiges
1989 war Steffi Graf in einer Gastrolle in der Filmkomödie Otto – Der Außerfriesische zu sehen. 1999 wurde sie zum fünften Mal zu Deutschlands Sportlerin des Jahres gewählt. Sie ist Gründerin und Vorsitzende der wohltätigen Stiftung Children for Tomorrow, die sich weltweit um traumatisierte Kinder kümmert. Dafür erhielt sie 2011 den Förderpreis des Marion-Dönhoff-Preises. Außerdem ist sie Gesellschafterin des Franchise-Unternehmens Mrs. Sporty GmbH, das Sportclubs für Frauen betreibt.

## Karrierebilanz

### Turniersiege
| Rang                      | Tennisspielerin       | Titel |
| ------------------------- | --------------------- | ----- |
| 1.                        | Margaret Court        | 24    |
| 2.                        | Serena Williams       | 23    |
| 3.                        | Steffi Graf           | 22    |
| 4.                        | Helen Wills Moody     | 19    |
| 5.                        | Chris Evert           | 18    |
| 5.                        | / Martina Navratilova | 18    |
| 7.                        | Suzanne Lenglen       | 12    |
| 7.                        | Billie Jean King      | 12    |
| Stand: 11. September 2022 |                       |       |

Graf gelangen 22 Siege bei Grand-Slam-Turnieren. Sie gewann viermal die Australian Open, fünfmal die US Open, sechsmal die French Open und siebenmal Wimbledon. Sie wird in dieser Wertung nur von der Australierin Margaret Smith Court (24 Grand-Slam-Titel) und Serena Williams übertroffen. 1988 siegte Graf bei allen vier Grand-Slam-Turnieren des kalendarischen Jahres, womit sie nach Maureen Connolly (1953) und Margaret Smith Court (1970) als dritte Spielerin der Tennisgeschichte den sogenannten Grand Slam vollendete. Mit dem  Gewinn der Goldmedaille bei den Olympischen Spielen 1988 in Seoul errang Graf einen bisher unerreichten Erfolg, der als „Golden Slam“ in die Geschichte des Tennissports einging.
Insgesamt gewann Graf 107 Turniere und belegt – nach Turniersiegen im Einzel – in der „Ewigen Bestenliste“ der Profispielerinnen den dritten Platz hinter Martina Navrátilová und Chris Evert.
Graf siegte auch bei den Olympischen Spielen 1984 in Los Angeles, wo Tennis allerdings nur den Status einer olympischen Demonstrationssportart hatte. Sie gewann fünfmal das Tennis Masters (1987, 1989, 1993, 1995 und 1996) und mit dem deutschen Team zweimal den Fed Cup (1987 und 1992) sowie 1993 den Hopman Cup.

#### Einzel
| Nr.  | Datum              | Turnier            | Kategorie              | Belag           | Finalgegnerin             | Ergebnis                |
| ---- | ------------------ | ------------------ | ---------------------- | --------------- | ------------------------- | ----------------------- |
| 1.   | 13. April 1986     | Hilton Head Island | WTA                    | Sand            | Chris Evert-Lloyd         | 6:4, 7:5                |
| 2.   | 20. April 1986     | Amelia Island      | WTA                    | Sand            | Claudia Kohde-Kilsch      | 6:4, 5:7, 7:63          |
| 3.   | 3. Mai 1986        | Indianapolis       | WTA                    | Sand            | Gabriela Sabatini         | 2:6, 7:65, 6:4          |
| 4.   | 19. Mai 1986       | Berlin             | WTA                    | Sand            | Martina Navratilova       | 6:2, 6:3                |
| 5.   | 24. August 1986    | Mahwah             | WTA                    | Hartplatz       | Molly Van Nostrand        | 7:5, 6:1                |
| 6.   | 14. September 1986 | Tokio              | WTA                    | Teppich (Halle) | Manuela Maleeva           | 6:4, 6:2                |
| 7.   | 12. Oktober 1986   | Zürich             | WTA                    | Teppich (Halle) | Helena Suková             | 4:6, 6:2, 6:4           |
| 8.   | 26. Oktober 1986   | Brighton           | WTA                    | Teppich (Halle) | Catarina Lindqvist        | 6:3, 6:3                |
| 9.   | 22. Februar 1987   | Boca Raton         | WTA                    | Hartplatz       | Helena Suková             | 6:2, 6:3                |
| 10.  | 7. März 1987       | Miami              | WTA                    | Hartplatz       | Chris Evert               | 6:1, 6:2                |
| 11.  | 12. April 1987     | Hilton Head Island | WTA                    | Sand            | Manuela Maleeva           | 6:2, 4:6, 6:3           |
| 12.  | 19. April 1987     | Amelia Island      | WTA                    | Sand            | Hana Mandlíková           | 6:3, 6:4                |
| 13.  | 10. Mai 1987       | Rom                | WTA                    | Sand            | Gabriela Sabatini         | 7:5, 4:6, 6:0           |
| 14.  | 17. Mai 1987       | Berlin             | WTA                    | Sand            | Claudia Kohde-Kilsch      | 6:2, 6:3                |
| 15.  | 6. Juni 1987       | French Open        | Grand Slam             | Sand            | Martina Navratilova       | 6:4, 4:6, 8:6           |
| 16.  | 16. August 1987    | Manhattan Beach    | WTA                    | Hartplatz       | Chris Evert               | 6:3, 6:4                |
| 17.  | 27. September 1987 | Hamburg            | WTA                    | Sand            | Isabel Cueto              | 6:2, 6:2                |
| 18.  | 1. November 1987   | Zürich             | WTA                    | Teppich (Halle) | Hana Mandlíková           | 6:2, 6:2                |
| 19.  | 23. November 1987  | Masters, New York  | WTA Tour Championships | Teppich (Halle) | Gabriela Sabatini         | 4:6, 6:4, 6:0, 6:4      |
| 20.  | 23. Januar 1988    | Australian Open    | Grand Slam             | Hartplatz       | Chris Evert               | 6:1, 7:63               |
| 21.  | 5. März 1988       | San Antonio        | WTA Tier IV            | Hartplatz       | Katerina Maleewa          | 6:4, 6:1                |
| 22.  | 26. März 1988      | Miami              | WTA Tier I             | Hartplatz       | Chris Evert               | 6:4, 6:4                |
| 23.  | 15. Mai 1988       | Berlin             | WTA Tier I             | Sand            | Helena Suková             | 6:3, 6:2                |
| 24.  | 4. Juni 1988       | French Open        | Grand Slam             | Sand            | Natallja Swerawa          | 6:0, 6:0                |
| 25.  | 2. Juli 1988       | Wimbledon          | Grand Slam             | Rasen           | Martina Navratilova       | 5:7, 6:2, 6:1           |
| 26.  | 31. Juli 1988      | Hamburg            | WTA Tier IV            | Sand            | Katerina Maleewa          | 6:4, 6:2                |
| 27.  | 28. August 1988    | Mahwah             | WTA Tier IV            | Hartplatz       | Nathalie Tauziat          | 6:0, 6:1                |
| 28.  | 10. September 1988 | US Open            | Grand Slam             | Hartplatz       | Gabriela Sabatini         | 6:3, 3:6, 6:1           |
| 29.  | 1. Oktober 1988    | Seoul              | Olympische Spiele      | Hartplatz       | Gabriela Sabatini         | 6:3, 6:3                |
| 30.  | 30. Oktober 1988   | Brighton           | WTA Tier III           | Teppich (Halle) | Manuela Maleeva           | 6:2, 6:0                |
| 31.  | 28. Januar 1989    | Australian Open    | Grand Slam             | Hartplatz       | Helena Suková             | 6:4, 6:4                |
| 32.  | 19. Februar 1989   | Fairfax            | WTA Tier II            | Teppich (Halle) | Zina Garrison             | 6:1, 7:5                |
| 33.  | 5. März 1989       | San Antonio        | WTA Tier IV            | Hartplatz       | Ann Henricksson           | 6.1, 6:4                |
| 34.  | 19. März 1989      | Boca Raton         | WTA Tier II            | Hartplatz       | Chris Evert               | 4:6, 6:2, 6:3           |
| 35.  | 9. April 1989      | Hilton Head Island | WTA Tier II            | Sand            | Natallja Swerawa          | 6:1, 6:1                |
| 36.  | 7. Mai 1989        | Hamburg            | WTA Tier IV            | Sand            | Jana Novotná              | walk-over               |
| 37.  | 21. Mai 1989       | Berlin             | WTA Tier I             | Sand            | Gabriela Sabatini         | 6:3, 6:1                |
| 38.  | 9. Juli 1989       | Wimbledon          | Grand Slam             | Rasen           | Martina Navratilova       | 6:2, 6:71, 6:1          |
| 39.  | 6. August 1989     | San Diego          | WTA Tier IV            | Hartplatz       | Zina Garrison             | 6:4, 7:5                |
| 40.  | 27. August 1989    | Mahwah             | WTA Tier IV            | Hartplatz       | Andrea Temesvári          | 7:5, 6:2                |
| 41.  | 9. September 1989  | US Open            | Grand Slam             | Hartplatz       | Martina Navratilova       | 3:6, 7:5, 6:1           |
| 42.  | 22. Oktober 1989   | Zürich             | WTA Tier III           | Teppich (Halle) | Jana Novotná              | 6:1, 7:66               |
| 43.  | 29. Oktober 1989   | Brighton           | WTA Tier III           | Teppich (Halle) | Monica Seles              | 7:5, 6:4                |
| 44.  | 19. November 1989  | Masters, New York  | WTA Tour Championships | Teppich (Halle) | Martina Navratilova       | 6:4, 7:5, 2:6, 6:2      |
| 45.  | 27. Januar 1990    | Australian Open    | Grand Slam             | Hartplatz       | Mary Joe Fernández        | 6:3, 6:4                |
| 46.  | 4. Februar 1990    | Tokio              | WTA Tier II            | Teppich (Halle) | Arantxa Sánchez Vicario   | 6:1, 6:2                |
| 47.  | 15. April 1990     | Amelia Island      | WTA Tier II            | Sand            | Arantxa Sánchez Vicario   | 6:1, 6:0                |
| 48.  | 6. Mai 1990        | Hamburg            | WTA Tier II            | Sand            | Arantxa Sánchez Vicario   | 5:7, 6:0, 6:1           |
| 49.  | 5. August 1990     | Montreal           | WTA Tier I             | Hartplatz       | Katerina Maleewa          | 6:1, 6:76, 6:3          |
| 50.  | 12. August 1990    | San Diego          | WTA Tier III           | Hartplatz       | Manuela Maleewa-Fragniere | 6:3, 6:2                |
| 51.  | 30. September 1990 | Leipzig            | WTA Tier III           | Teppich (Halle) | Arantxa Sánchez Vicario   | 6:1, 6:1                |
| 52.  | 14. Oktober 1990   | Zürich             | WTA Tier II            | Teppich (Halle) | Gabriela Sabatini         | 6:3, 6:2                |
| 53.  | 28. Oktober 1990   | Brighton           | WTA Tier II            | Teppich (Halle) | Helena Suková             | 7:5, 6:3                |
| 54.  | 11. November 1990  | Worcester          | WTA Tier II            | Teppich (Halle) | Gabriela Sabatini         | 7:65, 6:3               |
| 55.  | 31. März 1991      | San Antonio        | WTA Tier III           | Hartplatz       | Monica Seles              | 6:4, 6:3                |
| 56.  | 5. Mai 1991        | Hamburg            | WTA Tier II            | Sand            | Monica Seles              | 7:5, 6:74, 6:3          |
| 57.  | 20. Mai 1991       | Berlin             | WTA Tier I             | Sand            | Arantxa Sánchez Vicario   | 6:3, 4:6, 7:66          |
| 58.  | 6. Juli 1991       | Wimbledon          | Grand Slam             | Rasen           | Gabriela Sabatini         | 6:4, 3:6, 8:6           |
| 59.  | 6. Oktober 1991    | Leipzig            | WTA Tier III           | Teppich (Halle) | Jana Novotná              | 6:3, 6:3                |
| 60.  | 13. Oktober 1991   | Zürich             | WTA Tier II            | Teppich (Halle) | Nathalie Tauziat          | 6:4, 6:4                |
| 61.  | 27. Oktober 1991   | Brighton           | WTA Tier II            | Teppich (Halle) | Zina Garrison             | 5:7, 6:4, 6:1           |
| 62.  | 8. März 1992       | Boca Raton         | WTA Tier I             | Hartplatz       | Conchita Martínez         | 3:6, 6:2, 6:0           |
| 63.  | 3. Mai 1992        | Hamburg            | WTA Tier II            | Sand            | Arantxa Sánchez Vicario   | 7:65, 6:2               |
| 64.  | 17. Mai 1992       | Berlin             | WTA Tier I             | Sand            | Arantxa Sánchez Vicario   | 4:6, 7:5, 6.2           |
| 65.  | 4. Juli 1992       | Wimbledon          | Grand Slam             | Rasen           | Monica Seles              | 6:2, 6:1                |
| 66.  | 4. Oktober 1992    | Leipzig            | WTA Tier III           | Teppich (Halle) | Jana Novotná              | 6:3, 1:6, 6.4           |
| 67.  | 11. Oktober 1992   | Zürich             | WTA Tier II            | Teppich (Halle) | Martina Navratilova       | 2:6, 7:5, 7:5           |
| 68.  | 25. Oktober 1992   | Brighton           | WTA Tier II            | Teppich (Halle) | Jana Novotná              | 4:6, 6:4, 7:63          |
| 69.  | 15. November 1992  | Philadelphia       | WTA Tier II            | Teppich (Halle) | Arantxa Sánchez Vicario   | 6:3, 3:6, 6:1           |
| 70.  | 7. März 1993       | Delray Beach       | WTA Tier II            | Hartplatz       | Arantxa Sánchez Vicario   | 6:4, 6:3                |
| 71.  | 4. April 1993      | Hilton Head Island | WTA Tier I             | Sand            | Arantxa Sánchez Vicario   | 7:68, 6:1               |
| 72.  | 16. Mai 1993       | Berlin             | WTA Tier I             | Sand            | Gabriela Sabatini         | 7:63, 2:6, 6:4          |
| 73.  | 5. Juni 1993       | French Open        | Grand Slam             | Sand            | Mary Joe Fernández        | 4:6, 6:2, 6:4           |
| 74.  | 3. Juli 1993       | Wimbledon          | Grand Slam             | Rasen           | Jana Novotná              | 7:66, 1:6, 6:4          |
| 75.  | 8. August 1993     | San Diego          | WTA Tier II            | Hartplatz       | Arantxa Sánchez Vicario   | 6:4, 4:6, 6:1           |
| 76.  | 22. August 1993    | Toronto            | WTA Tier I             | Hartplatz       | Jennifer Capriati         | 6:1, 0:6, 6:3           |
| 77.  | 11. September 1993 | US Open            | Grand Slam             | Hartplatz       | Helena Suková             | 6:3, 6:3                |
| 78.  | 3. Oktober 1993    | Leipzig            | WTA Tier II            | Teppich (Halle) | Jana Novotná              | 6:2, 6:0                |
| 79.  | 21. November 1993  | Masters, New York  | WTA Tour Championships | Teppich (Halle) | Arantxa Sánchez Vicario   | 6:1, 6:4, 3:6, 6:1      |
| 80.  | 29. Januar 1994    | Australian Open    | Grand Slam             | Hartplatz       | Arantxa Sánchez Vicario   | 6:0, 6:2                |
| 81.  | 6. Februar 1994    | Tokio              | WTA Tier I             | Teppich (Halle) | Martina Navratilova       | 6:2, 6:4                |
| 82.  | 27. Februar 1994   | Indian Wells       | WTA Tier II            | Hartplatz       | Amanda Coetzer            | 6:0, 6:4                |
| 83.  | 6. März 1994       | Delray Beach       | WTA Tier II            | Hartplatz       | Arantxa Sánchez Vicario   | 6:3, 7:5                |
| 84.  | 19. März 1994      | Miami              | WTA Tier I             | Hartplatz       | Natallja Swerawa          | 4:6, 6:1, 6:2           |
| 85.  | 15. Mai 1994       | Berlin             | WTA Tier I             | Sand            | Brenda Schultz            | 7:66, 6:4               |
| 86.  | 7. August 1994     | San Diego          | WTA Tier II            | Hartplatz       | Arantxa Sánchez Vicario   | 6:2, 6:1                |
| 87.  | 19. Februar 1995   | Paris              | WTA Tier II            | Teppich (Halle) | Mary Pierce               | 6:2, 6:2                |
| 88.  | 12. März 1995      | Delray Beach       | WTA Tier II            | Hartplatz       | Conchita Martínez         | 6:2, 6:4                |
| 89.  | 25. März 1995      | Miami              | WTA Tier I             | Hartplatz       | Kimiko Date               | 6:1, 6:4                |
| 90.  | 16. April 1995     | Houston            | WTA Tier II            | Sand            | Åsa Carlsson              | 6:1, 6:1                |
| 91.  | 10. Juni 1995      | French Open        | Grand Slam             | Sand            | Arantxa Sánchez Vicario   | 7:5, 4:6, 6:0           |
| 92.  | 8. Juli 1995       | Wimbledon          | Grand Slam             | Rasen           | Arantxa Sánchez Vicario   | 4:6, 6:1, 7:5           |
| 93.  | 9. September 1995  | US Open            | Grand Slam             | Hartplatz       | Monica Seles              | 7:68, 0:6, 6:3          |
| 94.  | 12. November 1995  | Philadelphia       | WTA Tier I             | Teppich (Halle) | Lori McNeil               | 6:1, 4:6, 6:3           |
| 95.  | 19. November 1995  | Masters, New York  | WTA Tour Championships | Teppich (Halle) | Anke Huber                | 6:1, 2:6, 6:1, 4:6, 6:3 |
| 96.  | 16. März 1996      | Indian Wells       | WTA Tier II            | Hartplatz       | Conchita Martínez         | 7:65, 7:65              |
| 97.  | 30. März 1996      | Miami              | WTA Tier I             | Hartplatz       | Chanda Rubin              | 6:1, 6:3                |
| 98.  | 19. Mai 1996       | Berlin             | WTA Tier I             | Sand            | Karina Habšudová          | 4:6, 6:2, 7:5           |
| 99.  | 8. Juni 1996       | French Open        | Grand Slam             | Sand            | Arantxa Sánchez Vicario   | 6:3, 6:74, 10:8         |
| 100. | 6. Juli 1996       | Wimbledon          | Grand Slam             | Rasen           | Arantxa Sánchez Vicario   | 6:3, 7:5                |
| 101. | 8. September 1996  | US Open            | Grand Slam             | Hartplatz       | Monica Seles              | 7:5, 6:4                |
| 102. | 24. November 1996  | Masters, New York  | WTA Tour Championships | Teppich (Halle) | Martina Hingis            | 6:3, 4:6, 6:0, 4:6, 6:0 |
| 103. | 24. Mai 1997       | Straßburg          | WTA Tier III           | Sand            | Mirjana Lučić             | 6:2, 7:5                |
| 104. | 29. August 1998    | New Haven          | WTA Tier II            | Hartplatz       | Jana Novotná              | 6:4, 6:1                |
| 105. | 8. November 1998   | Leipzig            | WTA Tier II            | Teppich (Halle) | Nathalie Tauziat          | 6:3, 6:4                |
| 106. | 15. November 1998  | Philadelphia       | WTA Tier II            | Teppich (Halle) | Lindsay Davenport         | 4:6, 6:3, 6:4           |
| 107. | 5. Juni 1999       | French Open        | Grand Slam             | Sand            | Martina Hingis            | 4:6, 7:5, 6:2           |

#### Doppel
| Nr. | Datum              | Turnier       | Kategorie   | Belag           | Partnerin         | Finalgegnerinnen                        | Ergebnis        |
| --- | ------------------ | ------------- | ----------- | --------------- | ----------------- | --------------------------------------- | --------------- |
| 1.  | 3. Mai 1986        | Indianapolis  | WTA         | Sand            | Gabriela Sabatini | Gigi Fernández Robin White              | 6:2, 6:0        |
| 2.  | 19. Mai 1986       | Berlin        | WTA         | Sand            | Helena Suková     | Martina Navratilova Andrea Temesvári    | 7:5, 6:2        |
| 3.  | 14. September 1986 | Tokio         | WTA         | Teppich (Halle) | Bettina Bunge     | Katerina Maleewa Manuela Maleeva        | 6:1, 6:74, 6:2  |
| 4.  | 12. Oktober 1986   | Zürich        | WTA         | Teppich (Halle) | Gabriela Sabatini | Lori McNeil Alycia Moulton              | 1:6, 6:4, 6:4   |
| 5.  | 26. Oktober 1986   | Brighton      | WTA         | Teppich (Halle) | Helena Suková     | Tine Scheuer Catherine Tanvier          | 6:4, 6:4        |
| 6.  | 19. April 1987     | Amelia Island | WTA         | Sand            | Gabriela Sabatini | Hana Mandlíková Wendy Turnbull          | 3:6, 6:3, 7:5   |
| 7.  | 26. März 1988      | Miami         | WTA Tier I  | Hartplatz       | Gabriela Sabatini | Gigi Fernández Zina Garrison            | 7:66, 6:3       |
| 8.  | 2. Juli 1988       | Wimbledon     | Grand Slam  | Rasen           | Gabriela Sabatini | Larissa Sawtschenko Natallja Swerawa    | 6:3, 1:6, 12:10 |
| 9.  | 27. August 1989    | Mahwah        | WTA Tier IV | Hartplatz       | Pam Shriver       | Louise Allen Laura Gildemeister         | 6:2, 6:4        |
| 10. | 3. Mai 1992        | Hamburg       | WTA Tier II | Sand            | Rennae Stubbs     | Manon Bollegraf Arantxa Sánchez Vicario | 4:6, 6:3, 6:4   |
| 11. | 2. Mai 1993        | Hamburg       | WTA Tier II | Sand            | Rennae Stubbs     | Larisa Neiland Jana Novotná             | 6:4, 7:65       |

## Karrierestatistik und Turnierbilanz

### Einzel
| Turnier                      | 1982              | 1983              | 1984              | 1985              | 1986              | 1987              | 1988             | 1989              | 1990              | 1991              | 1992             | 1993              | 1994              | 1995              | 1996              | 1997              | 1998              | 1999              | T / T       | S/N         | Sieg%       |
| ---------------------------- | ----------------- | ----------------- | ----------------- | ----------------- | ----------------- | ----------------- | ---------------- | ----------------- | ----------------- | ----------------- | ---------------- | ----------------- | ----------------- | ----------------- | ----------------- | ----------------- | ----------------- | ----------------- | ----------- | ----------- | ----------- |
| Australian Open              | –                 | 1                 | AF                | –                 | –                 | n. a.             | S                | S                 | S                 | VF                | –                | F                 | S                 | –                 | –                 | AF                | –                 | VF                | 4 / 10      | 47:6        | 89 %        |
| French Open                  | –                 | 2                 | 3                 | AF                | VF                | S                 | S                | F                 | F                 | HF                | F                | S                 | HF                | S                 | S                 | VF                | –                 | S                 | 6 / 16      | 85:10       | 89 %        |
| Wimbledon                    | –                 | Q2                | AF                | AF                | –                 | F                 | S                | S                 | HF                | S                 | S                | S                 | 1                 | S                 | S                 | –                 | 3                 | F                 | 7 / 14      | 74:7        | 91 %        |
| US Open                      | –                 | Q1                | 1                 | HF                | HF                | F                 | S                | S                 | F                 | HF                | VF               | S                 | F                 | S                 | S                 | –                 | AF                | –                 | 5 / 14      | 73:9        | 89 %        |
| Tour Championships           | –                 | –                 | –                 | –                 | HF \| F           | S                 | HF               | S                 | HF                | VF                | 1                | S                 | VF                | S                 | S                 | –                 | HF                | –                 | 5 / 13      | 34:8        | 81 %        |
| Boca Raton                   | n. a. bzw. a. K.  | n. a. bzw. a. K.  | n. a. bzw. a. K.  | n. a. bzw. a. K.  | n. a. bzw. a. K.  | n. a. bzw. a. K.  | n. a. bzw. a. K. | n. a. bzw. a. K.  | n. a. bzw. a. K.  | F                 | S                | nicht ausgetragen | nicht ausgetragen | nicht ausgetragen | nicht ausgetragen | nicht ausgetragen | nicht ausgetragen | nicht ausgetragen | 1 / 2       | 8:1         | 89 %        |
| Tokio                        | andere Kategorie  | andere Kategorie  | andere Kategorie  | andere Kategorie  | andere Kategorie  | andere Kategorie  | andere Kategorie | andere Kategorie  | andere Kategorie  | andere Kategorie  | andere Kategorie | HF                | S                 | –                 | –                 | F                 | –                 | VF                | 1 / 4       | 13:2        | 87 %        |
| Indian Wells                 | n. a. bzw. a. K.  | n. a. bzw. a. K.  | n. a. bzw. a. K.  | n. a. bzw. a. K.  | n. a. bzw. a. K.  | n. a. bzw. a. K.  | n. a. bzw. a. K. | n. a. bzw. a. K.  | n. a. bzw. a. K.  | n. a. bzw. a. K.  | n. a. bzw. a. K. | n. a. bzw. a. K.  | n. a. bzw. a. K.  | n. a. bzw. a. K.  | n. a. bzw. a. K.  | –                 | HF                | F                 | 0 / 2       | 7:2         | 78 %        |
| Miami                        | nicht ausgetragen | nicht ausgetragen | nicht ausgetragen | nicht ausgetragen | nicht ausgetragen | nicht ausgetragen | S                | –                 | –                 | HF                | HF               | F                 | S                 | S                 | S                 | –                 | –                 | HF                | 4 / 8       | 41:4        | 91 %        |
| Hilton Head Island           | n. a. bzw. a. K.  | n. a. bzw. a. K.  | n. a. bzw. a. K.  | n. a. bzw. a. K.  | n. a. bzw. a. K.  | n. a. bzw. a. K.  | n. a. bzw. a. K. | n. a. bzw. a. K.  | –                 | –                 | –                | S                 | –                 | –                 | –                 | –                 | –                 | –                 | 1 / 1       | 5:0         | 100 %       |
| Rom                          | n. a. bzw. a. K.  | n. a. bzw. a. K.  | n. a. bzw. a. K.  | n. a. bzw. a. K.  | n. a. bzw. a. K.  | n. a. bzw. a. K.  | n. a. bzw. a. K. | n. a. bzw. a. K.  | –                 | –                 | –                | –                 | –                 | –                 | VF                | –                 | –                 | –                 | 0 / 1       | 2:1         | 67 %        |
| Berlin                       | n. a. bzw. a. K.  | n. a. bzw. a. K.  | n. a. bzw. a. K.  | n. a. bzw. a. K.  | n. a. bzw. a. K.  | n. a. bzw. a. K.  | S                | S                 | F                 | S                 | S                | S                 | S                 | –                 | S                 | VF                | –                 | VF                | 7 / 10      | 43:3        | 93 %        |
| Kanada                       | andere Kategorie  | andere Kategorie  | andere Kategorie  | andere Kategorie  | andere Kategorie  | andere Kategorie  | andere Kategorie | andere Kategorie  | S                 | –                 | –                | S                 | F                 | 2                 | –                 | –                 | AF                | –                 | 2 / 5       | 15:3        | 83 %        |
| Philadelphia                 | n. a. bzw. a. K.  | n. a. bzw. a. K.  | n. a. bzw. a. K.  | n. a. bzw. a. K.  | n. a. bzw. a. K.  | n. a. bzw. a. K.  | n. a. bzw. a. K. | n. a. bzw. a. K.  | n. a. bzw. a. K.  | n. a. bzw. a. K.  | n. a. bzw. a. K. | F                 | –                 | S                 | andere Kategorie  | andere Kategorie  | andere Kategorie  | andere Kategorie  | 1 / 2       | 8:1         | 89 %        |
| Olympische Spiele            | nicht ausgetragen | nicht ausgetragen | nicht ausgetragen | nicht ausgetragen | nicht ausgetragen | nicht ausgetragen | S                | nicht ausgetragen | nicht ausgetragen | nicht ausgetragen | F                | nicht ausgetragen | nicht ausgetragen | nicht ausgetragen | –                 | nicht ausgetragen | nicht ausgetragen | nicht ausgetragen | 1 / 2       | 10:1        | 91 %        |
| Fed Cup                      | –                 | –                 | –                 | –                 | HF                | S                 | –                | VF                | –                 | –                 | S                | 1                 | –                 | –                 | PO                | –                 | –                 | –                 | 2 / 6       | 18:2        | 90 %        |
| Statistik                    | Statistik         | Statistik         | Statistik         | Statistik         | Statistik         | Statistik         | Statistik        | Statistik         | Statistik         | Statistik         | Statistik        | Statistik         | Statistik         | Statistik         | Statistik         | Statistik         | Statistik         | Statistik         | S/N         | S/N         | Sieg%       |
| Turnierteilnahmen            | 1                 | 15                | 14                | 13                | 14                | 13                | 14               | 16                | 15                | 15                | 15               | 15                | 13                | 11                | 11                | 5                 | 13                | 10                | Gesamt: 223 | Gesamt: 223 | Gesamt: 223 |
| Erreichte Finals             | 0                 | 0                 | 1                 | 3                 | 11                | 13                | 12               | 16                | 13                | 9                 | 11               | 14                | 10                | 9                 | 8                 | 2                 | 3                 | 3                 | Gesamt: 138 | Gesamt: 138 | Gesamt: 138 |
| Gewonnene Titel              | 0                 | 0                 | 0                 | 0                 | 8                 | 11                | 11               | 14                | 10                | 7                 | 8                | 10                | 7                 | 9                 | 7                 | 1                 | 3                 | 1                 | Gesamt: 107 | Gesamt: 107 | Gesamt: 107 |
| Hartplatz-Siege/-Niederlagen | 0:0               | 1:2               | 1:2               | 19:6              | 20:3              | 27:1              | 38:1             | 37:0              | 23:1              | 23:4              | 13:2             | 32:2              | 38:2              | 17:1              | 22:2              | 3:1               | 14:5              | 14:5              | 342:40      | 342:40      | 90 %        |
| Sand-Siege/-Niederlagen      | 0:1               | 14:7              | 7:6               | 14:4              | 24:1              | 32:0              | 20:1             | 23:2              | 20:2              | 19:2              | 30:3             | 21:2              | 14:2              | 11:0              | 16:1              | 10:2              | 0:0               | 9:1               | 284:37      | 284:37      | 88 %        |
| Rasen-Siege/-Niederlagen     | 0:0               | 3:4               | 7:4               | 3:1               | 0:0               | 6:1               | 7:0              | 7:0               | 5:1               | 7:0               | 7:0              | 7:0               | 0:1               | 7:0               | 7:0               | 0:0               | 6:2               | 6:1               | 85:15       | 85:15       | 85 %        |
| Teppich-Siege/-Niederlagen   | 0:0               | 3:2               | 4:2               | 4:2               | 19:2              | 9:0               | 7:1              | 19:0              | 24:1              | 16:2              | 21:2             | 16:2              | 6:1               | 12:1              | 9:1               | 3:0               | 13:2              | 4:2               | 189:23      | 189:23      | 89 %        |
| Gesamt-Siege/-Niederlagen    | 0:1               | 21:15             | 19:14             | 40:13             | 63:6              | 74:2              | 72:3             | 86:2              | 72:5              | 65:8              | 71:7             | 76:6              | 58:6              | 47:2              | 54:4              | 16:3              | 33:9              | 33:9              | 900:115     | 900:115     | 89 %        |
| Sieg%                        | 0 %               | 58 %              | 58 %              | 75 %              | 91 %              | 97 %              | 96 %             | 98 %              | 94 %              | 89 %              | 91 %             | 93 %              | 91 %              | 96 %              | 93 %              | 84 %              | 79 %              | 79 %              | Gesamt:     | Gesamt:     | 89 %        |
| Jahresendposition            | –                 | 93                | 22                | 6                 | 3                 | 1                 | 1                | 1                 | 1                 | 2                 | 2                | 1                 | 1                 | 1                 | 1                 | 28                | 9                 | –                 | N/A         | N/A         | N/A         |

Zeichenerklärung: S = Turniersieg; F, HF, VF, AF = Einzug ins Finale / Halbfinale / Viertelfinale / Achtelfinale; 1, 2, 3 = Ausscheiden in der 1. / 2. / 3. Hauptrunde; RR = Round Robin (Gruppenphase); n. a. = nicht ausgetragen; a. K. = andere Kategorie; PO (Playoff) = Auf- und Abstiegsrunde im Fed Cup; K1, K2, K3 = Teilnahme in der Kontinentalgruppe I, II, III im Fed Cup.
Anmerkung: Diese Statistik berücksichtigt alle Ergebnisse im Einzel, so wie es auf der WTA-Seite steht. Dargestellt sind nur WTA-Turniere der Kategorie Tier I.
| Jahr | Turnier         | Finalgegnerin           | Ergebnis       |
| ---- | --------------- | ----------------------- | -------------- |
| 1987 | French Open     | Martina Navrátilová     | 6:4, 4:6, 8:6  |
| 1988 | Australian Open | Chris Evert             | 6:1, 7:6       |
| 1988 | French Open     | Natallja Swerawa        | 6:0, 6:0       |
| 1988 | Wimbledon       | Martina Navrátilová     | 5:7, 6:2, 6:1  |
| 1988 | US Open         | Gabriela Sabatini       | 6:3, 3:6, 6:1  |
| 1989 | Australian Open | Helena Suková           | 6:4, 6:4       |
| 1989 | Wimbledon       | Martina Navrátilová     | 6:2, 6:7, 6:1  |
| 1989 | US Open         | Martina Navrátilová     | 3:6, 7:5, 6:1  |
| 1990 | Australian Open | Mary Joe Fernandez      | 6:3, 6:4       |
| 1991 | Wimbledon       | Gabriela Sabatini       | 6:4, 3:6, 8:6  |
| 1992 | Wimbledon       | Monica Seles            | 6:2, 6:1       |
| 1993 | French Open     | Mary Joe Fernandez      | 4:6, 6:2, 6:4  |
| 1993 | Wimbledon       | Jana Novotná            | 7:6, 1:6, 6:4  |
| 1993 | US Open         | Helena Suková           | 6:3, 6:3       |
| 1994 | Australian Open | Arantxa Sánchez Vicario | 6:0, 6:2       |
| 1995 | French Open     | Arantxa Sánchez Vicario | 7:5, 4:6, 6:0  |
| 1995 | Wimbledon       | Arantxa Sánchez Vicario | 4:6, 6:1, 7:5  |
| 1995 | US Open         | Monica Seles            | 7:6, 0:6, 6:3  |
| 1996 | French Open     | Arantxa Sánchez Vicario | 6:3, 6:7, 10:8 |
| 1996 | Wimbledon       | Arantxa Sánchez Vicario | 6:3, 7:5       |
| 1996 | US Open         | Monica Seles            | 7:5, 6:4       |
| 1999 | French Open     | Martina Hingis          | 4:6, 7:5, 6:2  |

### Weitere Rekorde
Steffi Graf
- ist die einzige Person in der Tennisgeschichte, die den Golden Slam gewann (1988).
- ist mit Margaret Court und Maureen Connolly eine von drei Spielerinnen, die den Grand Slam gewannen (1988).
- ist die einzige Tennisspielerin, die den Grand Slam auf vier verschiedenen Bodenbelägen errang (Rebound Ace, Sand, Rasen und Supreme Court).
- ist die einzige Tennisspielerin, die alle vier Grand-Slam-Turniere mindestens viermal gewonnen hat.
- ist die einzige Tennisspielerin, die bei allen vier Grand-Slam-Turnieren ihren Titel erfolgreich verteidigen konnte, und die einzige, die alle Titel im ersten Versuch verteidigte.
- ist neben Serena Williams die einzige Tennisspielerin, die alle vier Grand-Slam-Turniere in zwei verschiedenen Dekaden gewonnen hat.
- ist die einzige Tennisspielerin, die von neun gespielten Grand-Slam-Turnieren acht gewinnen konnte (1988/1989/1990).
- ist die einzige Tennisspielerin, die bei einem Grand-Slam-Turnier die drei topgesetzten Spielerinnen besiegt hat.
- ist die einzige Spielerin, die 13 Grand-Slam-Finals in Folge erreicht hat (French Open 1987 bis French Open 1990).
- ist die einzige Spielerin, die auf Hartplatz, Sand und Rasen mindestens sechs Grand-Slam-Titel gewann.
- teilt die Rekorde für die meisten Viertelfinals in Folge (19) und Siege in Folge (45) bei Grand-Slams mit Martina Navrátilová.
- weist die höchste Grand-Slam-Siegquote in der Open Era mit 89,7 % auf (278 Siege und 32 Niederlagen).
- ist die Einzige, die in drei Saisons alle Grand-Slam Finals erreichen konnte (1988, 1989, 1993).
- ist die einzige Spielerin, die in drei Saisons alle Grand-Slam-Matches gewann (1988, 1995, 1996).
- errang den schnellsten Sieg der Geschichte im Finale eines Grand-Slam-Turniers (6:0, 6:0 in 32 Minuten gegen Natallja Swerawa im Finale der French Open 1988).[22]
- ist neben der Britin Dorothea Lambert Chambers (1911 in Wimbledon) und Iga Świątek (Wimbledon 2025) die einzige Tennisspielerin, die ein Grand-Slam-Finale mit 6:0 und 6:0 (French Open 1988) gewonnen hat.
- ist die Tennisspielerin, die das Tennisjahr am häufigsten (nämlich achtmal) als Nummer 1 der WTA-Weltrangliste beendet hat.
- ist mit Serena Williams die Tennisspielerin, die mit 186 Wochen am längsten ununterbrochen die Nummer 1 der Weltrangliste war (dieser Rekord galt bis August 2007 einschließlich der Männer, bis Roger Federer diese Marke übertraf).
- ist die Tennisspielerin, die mit 377 Wochen die Weltrangliste am längsten anführte.
- ist die einzige Spielerin, die zweimal alle Finals in einer Saison auf der Tour erreichen konnte (1987 und 1989).

### Weitere persönliche Bestleistungen
Die Bilanz ihrer Karriere weist 900 Siege und 115 Niederlagen auf. Ihre Siegquote von 88,7 % wurde im Profitennis nur von Chris Evert (90 %) und Margaret Court übertroffen. Grafs beste Jahresbilanz, die zweitbeste aller Zeiten im Profizeitalter, weist 86 Siege und zwei Niederlagen auf (1989). Zwischen Juni 1989 und Mai 1990 blieb sie 66 Spiele in Folge unbesiegt, diese Serie wurde im Profitennis nur von Martina Navrátilová übertroffen. Graf erreichte als Einzelspielerin 31 Endspiele bei Grand-Slam-Turnieren und rangiert damit hinter Chris Evert (34) und Martina Navrátilová (32) an dritter Stelle. Die von Graf in direkter Folge erreichten 21 Finalteilnahmen (1986–1988) wurden nur von Navrátilová (22) übertroffen. Graf gewann einen Betrag von 21.891.306 US-Dollar an Preisgeldern, was bis Januar 2008 einen Rekord darstellte, der dann von Lindsay Davenport bei den Australian Open überboten wurde.

## Auszeichnungen

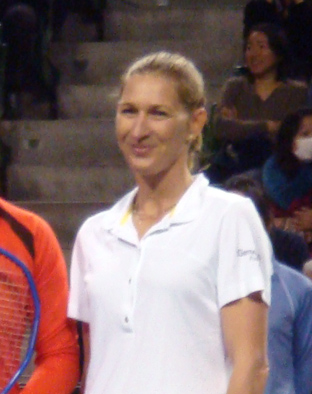
Graf bei einem Schaukampf in Tokio (2008)

- ITF-World Champion 1987, 1988, 1989, 1990, 1993, 1995, 1996
- WTA-Player Of The Year 1987, 1988, 1989, 1990, 1993, 1994, 1995, 1996
- Deutsche Sportlerin des Jahres 1986, 1987, 1988, 1989, 1999
- Europas Sportlerin des Jahres 1987, 1988, 1995 / Vereinigung der europäischen Sportjournalisten (UEPS)
- 1987: Weltsportlerin des Jahres (La Gazzetta dello Sport)
- Europas Sportlerin des Jahres 1988, 1989 / Polska Agencja Prasowa (PAP)
- 1988: Ehrenbürgerin der Gemeinde Brühl
- 1988: Weltsportlerin des Jahres / Women’s Sports Foundation
- 1989: Goldene Kamera
- 1995: Spielerin des Jahres / Tennis Magazine
- 1995: Jim Thorpe Pro Sports Award
- 1999: Verleihung des Prinz-von-Asturien-Preises in Spanien
- 1999: Deutscher Fernsehpreis Sonderpreis zusammen mit Boris Becker
- 1999: Olympischer Orden des IOC
- 1999: Female Athlete Of The Century (Category: Ballsports) / Ballsportlerin des Jahrhunderts
- 2002: Verdienstmedaille des Landes Baden-Württemberg
- 2004: Aufnahme in die International Tennis Hall of Fame in Newport, Rhode Island (USA)
- 2004: Ehrenbürgerin des Landes Baden-Württemberg
- 2007: Auszeichnung mit dem Deutschen Medienpreis zusammen mit Andre Agassi
- 2008: Aufnahme in die Hall of Fame des deutschen Sports
- 2009: Bundesverdienstkreuz (am Bande)
- 2011: Förderpreis des Marion Dönhoff Preises für ihre Stiftung Children for Tomorrow

## Trivia

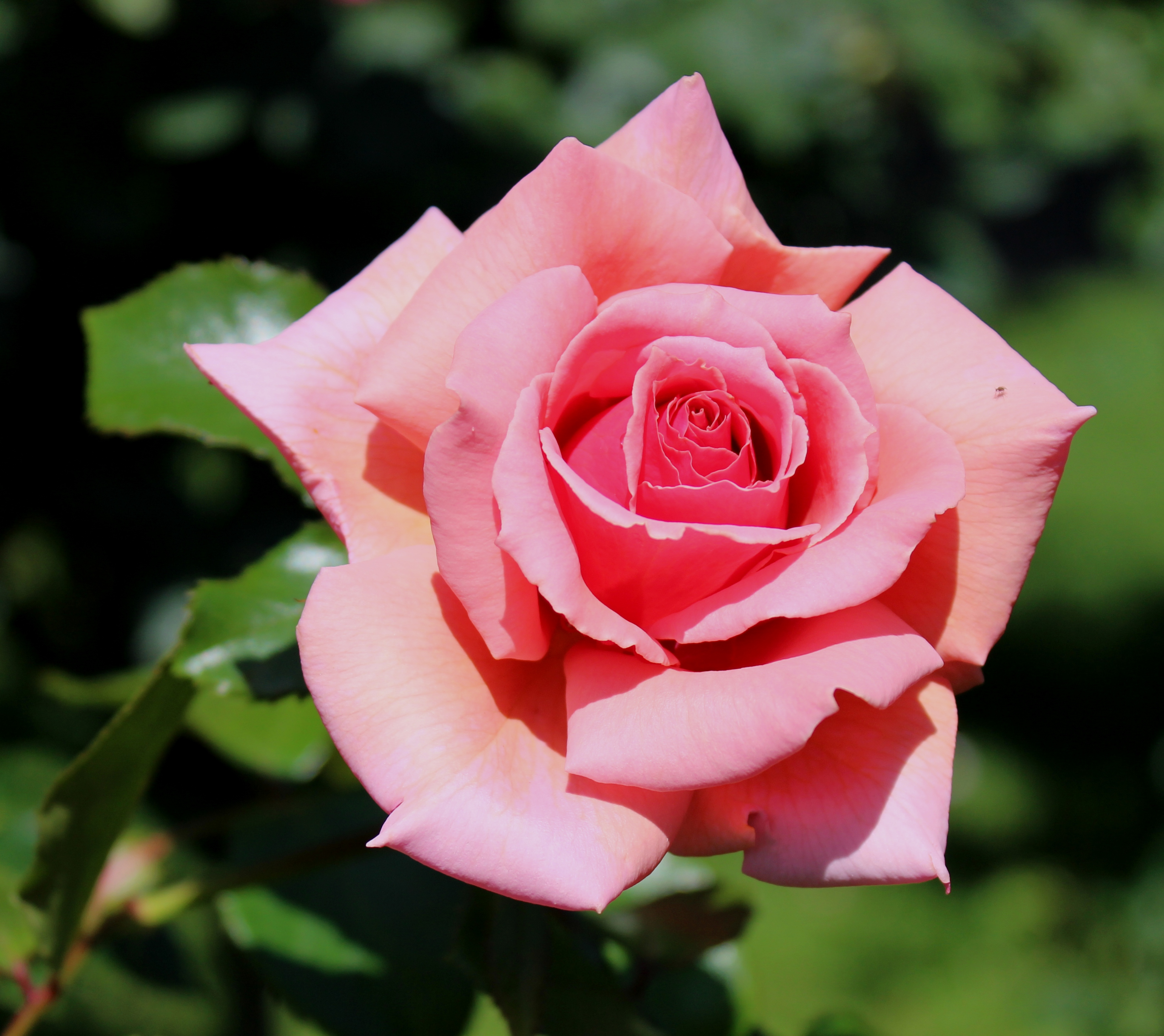
Die Teehybride ‚Steffi Graf‘ (Hetzel 1993)

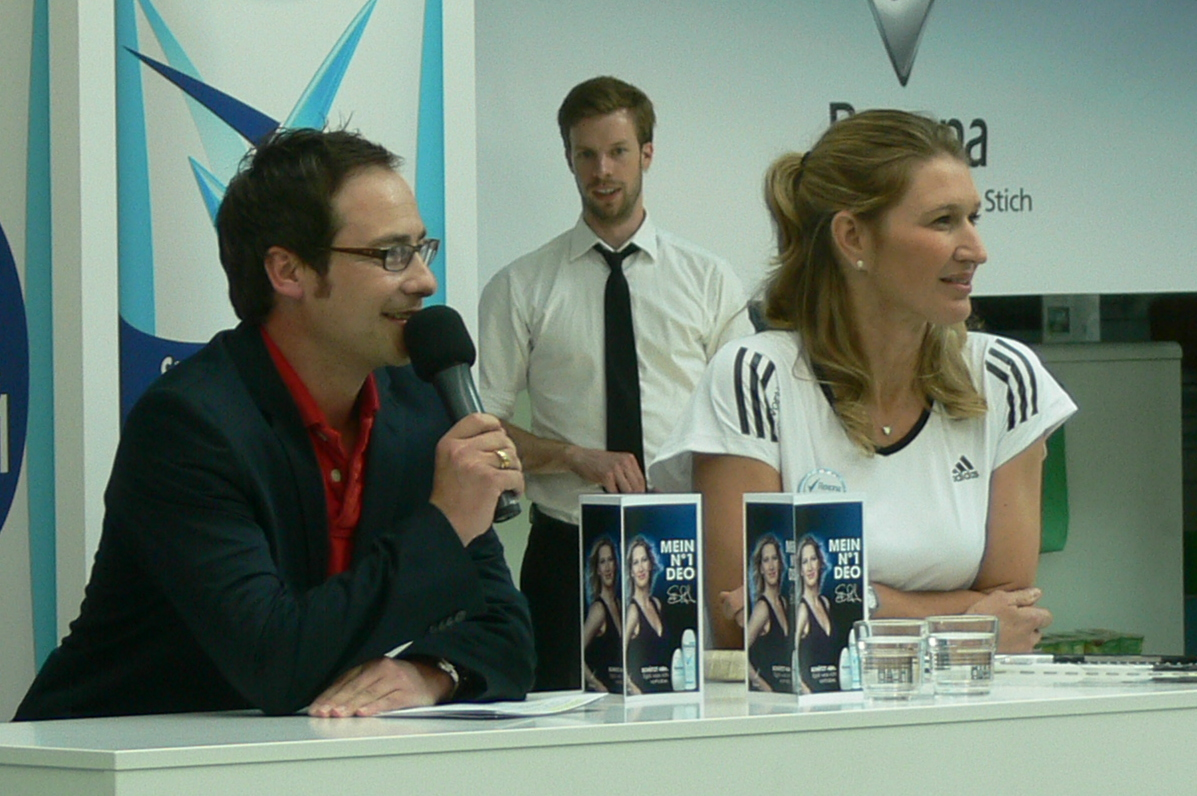
Graf und Matthias Opdenhövel auf einem Charity-Tennisturnier von Rexona (2010)

- Die Post Nordkoreas gab 1987 eine Briefmarke mit einem Bild von Steffi Graf heraus.[23]
- 1992 nahm die Gruppe Die angefahrenen Schulkinder das Lied I Wanna Make Love to Steffi Graf auf, gegen das eine Unterlassungsklage eingereicht wurde, weil es im Refrain eine Anspielung auf eine sexuelle Beziehung zu ihrem Vater Peter enthielt.[24] Es wurde vom Amtsgericht Hannover am 28. September 1992 angeordnet, dass die Tonträger bundesweit beschlagnahmt werden mussten, was Ende Oktober 1992 vom Landgericht Hannover bestätigt wurde.[25] Das Lied unterliegt dadurch in Deutschland einem Verbreitungsverbot und darf nicht mehr verkauft werden. Außerdem musste die Gruppe 60.000 DM Schadenersatz zahlen.[26] Im April 1994 wurde das Urteil nach Entscheidung des Bundesgerichtshofes in letzter Instanz rechtswirksam.[27]
- 1993 führte der Rosenzüchter Karl Hetzel in Deutschland eine rosa Teehybride mit dem Namen 'Steffi Graf' ein.[28]
- Guildo Horn sang im Jahr 1994 mit Ich mag Steffi Graf eine Lobeshymne auf die Sportlerin,[29] die kommerziell nicht erfolgreich war,[30] mit der Horn jedoch in der ZDF-Hitparade bei seinem ersten Auftritt den 3. Platz belegte.[31] Das Lied erschien auf sechs seiner CDs, darunter vier bzw. fünf (zwei ähnliche Albenversionen) Musikalben. Die Melodie stammt vom Bee-Gees-Hit How Deep Is Your Love.
- Steffi Graf war während ihrer Profi-Karriere Mitglied im Tennisclub LTTC Rot-Weiß Berlin. Die German Open, ausgetragen auf der Anlage des Clubs, gewann sie neunmal im Einzel. Ihr zu Ehren wurde das Stadion um den Center Court der Vereinsanlage im Jahr 2004 auf den Namen Steffi-Graf-Stadion getauft.
- Auch der britische Schauspieler, Komiker und Musiker Hugh Laurie sang ein Lied über Steffi Graf. I’m in Love with Steffi Graf ist eine satirische Liebeserklärung an die Sportlerin, die auf dem Attentat auf Monica Seles beruht.[32]
- Von 1994 bis 1998 sowie ab 2010 warb Steffi Graf für das Unilever-Deodorant Rexona.[33] Zudem war bzw. ist sie werbend für Barilla und Teekanne tätig.
- Von 2000[34] bis 2002[35] war Steffi Graf am New-Economy-Unternehmen Terrific AG beteiligt
- Im Oktober 2013 veröffentlichte Nintendo mehrere Spots mit Steffi Graf und ihrem Ehemann André Agassi für die Spiele der Wii-Konsolen.[36]
- Im Oktober 2017 veröffentlichte das Berliner Hip-Hop-Duo Zugezogen Maskulin das Album Alle gegen Alle, das ein Lied mit dem Titel Steffi Graf beinhaltet.[37]

## Schriften
- mit Karlheinz Schmidt: Mein mentales Fitness-Programm: So kommen Sie in Topform. Goldmann, München 2000, 191 S., ISBN 3-442-16315-3 (Goldmann, 16315).
- mit Karlheinz Schmidt: Wege zum Erfolg. [erfolgreich, gesund und leistungsstark: so kommen Sie körperlich und mental in Topform. Tips zu Ernährung und Sport. Mit Sonderteil: Lipamine]. Midena, Augsburg 1999, 192 S., ISBN 3-310-00614-X.
- mit Hans-Dieter Schütt: Steffi Graf: Superstar. Porträt. Sportverlag, Berlin 1993, 288 S., ISBN 3-328-00581-1.

## Dokumentarfilme
- Steffi Graf – ein Porträt von Friedrich Bohnenkamp, SWR, Erstsendung am 20. Mai 2012, 100 Minuten. Inhaltsbeschreibung bei Moviepilot.
- ZDF-History: Steffi Graf – ein deutscher Weltstar, Porträt zu ihrem Geburtstag am 14. Juni (50 Jahre). ZDF 2019, Erstsendung am 5./6. Mai 2019, 43 Minuten. Abrufbar bis zum 4. Mai 2020.
- Steffi Graf – Eine Tennislegende wird 50 (1/2), 15. Juni 2019. Dokumentation und Reportage. rbb Fernsehen. Abrufbar bis zum 15. Juni 2020.
- Steffi Graf – Eine Tennislegende wird 50 (2/2), 15. Juni 2019. Dokumentation und Reportage. rbb Fernsehen. Abrufbar bis zum 15. Juni 2020.